# Øreræv
Øreræven eller ørehunden (Otocyon megalotis) er et dyr i hundefamilien. Denne art er den eneste i slægten Otocyon. Den når en længde på 55 cm og ørerne bliver 13 cm lange.